# X si volvemos
«X si volvemos» —pronunciado «Por si volvemos»— es una canción de la cantautora colombiana Karol G y el cantante estadounidense Romeo Santos. Fue escrita por Giraldo, Santos, Ovy on the Drums, Nesty, Wisin, Yandel y Kevyn Cruz y producido por Drums. La canción fue lanzada el 2 de febrero de 2023 a través de Universal Music Latino, como el cuarto sencillo de su cuarto álbum de estudio, Mañana será bonito.

## Antecedentes y composición
La canción fue anunciada el 31 de enero de 2023 a través de las plataformas de redes sociales de Karol G con el título y la inclusión de Santo. La canción fue lanzada el 2 de febrero de 2023.
Según Rolling Stone, Karol G ya había grabado la canción antes de agregar Santos a la estrofa.

## Desempeño comercial
En la lista Billboard Hot 100 de Estados Unidos del 18 de febrero de 2023, la canción debutó en el puesto 56. En la semana del 11 de marzo de 2023, durante su cuarta semana en las listas de éxitos y el lanzamiento de su álbum principal, Mañana será bonito, la canción alcanzó un nuevo pico de 48.
En la lista Billboard Hot Latin Songs de Estados Unidos, el 18 de febrero de 2023 la canción debutó en el número 5. En la lista del 11 de marzo de 2023, la canción alcanzó un nuevo pico en el número 4.
En el Billboard Global 200, la canción debutó en el número 30 en la lista del 18 de febrero de 2023. En su cuarta semana en la lista del 11 de marzo de 2023, la canción alcanzó el puesto 18, convirtiéndose en el sexto top vigésimo de Giraldo y la segunda entrada general de Santos en la lista.

## Promoción

### Visualizer
Se lanzó un visualizer de «X si volvemos» en el canal de YouTube de Karol G el 2 de febrero de 2023.

## Posicionamiento en listas
| Listas (2023)                         | Mejor posición |
| ------------------------------------- | -------------- |
| Argentina (Argentina Hot 100)         | 51             |
| Bolivia (Billboard)                   | 21             |
| Bolivia (Monitor Latino)              | 8              |
| Chile (Billboard)                     | 7              |
| Chile (Monitor Latino)                | 12             |
| Colombia (Billboard)                  | 6              |
| Colombia (Monitor Latino)             | 16             |
| Colombia Streaming (PROMÚSICA)        | 8              |
| Costa Rica (FONOTICA)                 | 17             |
| Costa Rica (Monitor Latino)           | 19             |
| Ecuador (Billboard)                   | 10             |
| El Salvador (Monitor Latino)          | 19             |
| España (PROMUSICAE)                   | 9              |
| España (Billboard)                    | 15             |
| Estados Unidos (Billboard Hot 100)    | 48             |
| Estados Unidos (Hot Latin Songs)      | 4              |
| Global 200 (Billboard)                | 18             |
| Guatemala (Monitor Latino)            | 4              |
| Honduras (Monitor Latino)             | 4              |
| Nicaragua (Monitor Latino)            | 7              |
| Panamá (Monitor Latino)               | 17             |
| Panamá (PRODUCE)                      | 24             |
| Paraguay (Monitor Latino)             | 13             |
| Perú (Billboard)                      | 9              |
| República Dominicana (Monitor Latino) | 3              |
| República Dominicana (SODINPRO)       | 12             |
| Suiza (Schweizer Hitparade)           | 74             |
| Venezuela (Record Report)             | 27             |

### Mensuales
| Listas (2023)  | Mejor posición |
| -------------- | -------------- |
| Paraguay (SGP) | 25             |